# Robert Fuchs
Robert Fuchs (Frauental an der Laßnitz (Stiria), 15 febbraio 1847 – Vienna, 19 febbraio 1927) è stato un compositore e insegnante austriaco.
Come professore di teoria musicale al Conservatorio di Vienna, Fuchs insegnò a molti compositori importanti e fu lui stesso un compositore molto apprezzato.

## Biografia
Nacque a Frauental, in Austria, nel 1847. Studiò al Conservatorio di Vienna con Felix Otto Dessoff e Joseph Hellmesberger, tra gli altri. Alla fine si assicurò una posizione di insegnante e fu nominato professore di teoria musicale nel 1875. Mantenne quella posizione fino al 1912. Morì a Vienna nel 1927.
Era il fratello più giovane di Johann Nepomuk Fuchs, che era anch'egli compositore e direttore d'opera.

## Fama
La rivista Gramophone osservò:
Il motivo per cui le sue composizioni non sono diventate più note è in gran parte dovuto al fatto che fece poco per promuoverle, vivendo una vita tranquilla a Vienna e rifiutando di organizzare concerti, anche quando si presentavano le opportunità. Certamente ebbe i suoi ammiratori, tra cui Brahms, che quasi mai elogiavano le opere di altri compositori. Ma per quanto riguarda Fuchs, Brahms scrisse: "Fuchs è uno splendido musicista, tutto è così bello e così abile, inventato in modo così affascinante, che uno è sempre contento". Famosi direttori contemporanei, tra cui Arthur Nikisch, Felix Weingartner e Hans Richter, hanno sostenuto le sue opere quando ne hanno avuto l'opportunità, ma con poche eccezioni, è stata la sua musica da camera ad essere considerata la sua opera migliore.
Nel corso della sua vita le sue opere più conosciute furono le sue cinque serenate; la loro popolarità era così grande che Fuchs acquisì il soprannome di "Serenaden-Fuchs" (approssimativamente, "Volpe delle Serenate"). Le serenate sono state registrate dall'Orchestra da camera di Colonia sotto la direzione di Christian Ludwig per la Naxos.

## Allievi
Robert Fuchs ha insegnato a molti importanti compositori:
- Leo Ascher
- George Enescu
- Edmund Eysler
- Leo Fall
- Richard Heuberger
- Camillo (Kamillo) Horn
- Erich Wolfgang Korngold
- Petar Krstić
- Eusebius Mandyczewski
- Leevi Madetoja

- Gustav Mahler
- Erkki Melartin
- Alexander Raab
- Franz Schmidt
- Franz Schreker
- Jean Sibelius
- Richard Stöhr
- Robert Stolz
- Maude Valérie White
- Hugo Wolf

## Composizioni

### Orchestra
- Andante grazioso e Capriccio per orchestra d'archi, Op.63
- Concerto per pianoforte in si bem. min., Op.27

#### Sinfonie
Sinfonia n. 1 in do magg., Op. 37
Sinfonia n. 2 in mi bem. magg., Op. 45
Sinfonia n. 3 in mi magg., Op. 79

#### Serenate
Serenata per orchestra d'archi n. 1 in re magg., Op. 9
Serenata per orchestra d'archi n. 2 in do magg., Op. 14
Serenata per orchestra d'archi n. 3 in mi min., Op. 21
Serenata per orchestra d'archi mi 2 corni in sol min., Op. 51
Serenata per piccola orchestra in re magg., Op. 53

### Voce

#### Opere
Die Königsbraut, in 3 atti, Op.46 (1889) (librettista: Ignaz Schnitzer) anteprima in Vienna
Die Teufelsglocke, in 3 atti (w/o Op.) (1891) (librettista: Bernhard Buchbinder)

#### Lavori per coro
Messa in sol, Op. 108
Messa in re min., Op. 116
Messa in fa, senza num. opus

### Camera

#### Quintetti
Quintetto per clarinetto e quartetto d'archi in mi bemolle maggiore, Op. 102

#### Quartetti
Quartetto per archi n. 1 in mi magg., Op. 58
Quartetto per archi n. 2 in la min., Op. 62
Quartetto per archi n. 3 in do magg., Op. 71
Quartetto per archi n. 4 in la magg., Op. 106
Quartetto per Piano n. 1 in sol min., Op. 15
Quartetto per Piano n. 2 in si min., Op. 75

#### Trii
Trio in fa diesis minore per violino, viola, e piano, Op. 115
Sette pezzi di fantasia per violino, viola e pianoforte, op. 57
Trio per archi in la maggiore op. 94
Trio per pianoforte in do maggiore, op. 22
Trio per pianoforte in si bemolle maggiore, op. 72
Terzetti (trii per due violini e viola) Opp. 61 Nos. 1 in mi minore, 2 in re minore
Terzetto in do diesis minore, Op. 107

#### Duo
Due Violini
Twenty Duos, Op. 55
Phantasiestücke, Op. 105 (16 duos)
Violino e Viola
Twelve Duets, Op. 60
Violino e Piano
Sonata per violino No. 1 in fa diesis minore, Op. 20
Sonata per violino No. 2 in re magg., Op. 33
Sonata per violino No. 3 in re minore, Op. 68
Sonata per violino No. 4 in mi magg., Op. 77
Sonata per violino No. 5 in la magg., Op. 95
Sonata per violino No. 6 in sol minore, Op.103
Dieci pezzi di fantasia per violino e piano, Op. 74
Viola e Piano
Sonata per viola in re minore, Op. 86
Sei Fantasie per viola e piano, Op. 117
Violoncello e Piano
Sonata per violoncello No. 1 in re minore, Op. 29
Sonata per violoncello No. 2 in mi bemolle minore, Op. 83
Sette pezzi di fantasia per violoncello e piano, Op. 78
Contrabbasso e Piano
Sonata per contrabbasso, si bemolle maggiore, Op. 97
Tre pezzi per contrabbasso e pianoforte, Op. 96

### Solista

#### Organo
Fantasia in do maggiore, Op. 87
Fantasia in mi minore, Op. 91
Fantasia in re bemolle maggiore, Op. 101
Variazioni e Fuga su un tema originale

#### Pianoforte
Improvvisazione per pianoforte, op. 11
Sonata per pianoforte n. 1 in sol bemolle maggiore, Op. 19
Sonata per pianoforte n. 2 in sol minore, Op. 88
Sonata per pianoforte n. 3 in re bemolle maggiore, Op. 109
Jugendklänge, Op. 32
Dodici Valzer, Op.110
4 Klavierstücke, Op.111
Dewdrops (Tautropfen), Tredici pezzi per pianoforte, op. 112

#### Arpa
Harp Fantasy, Op. 85